# أل هاين
أل هاين (بالإنجليزية: Al Hine)‏‏ (1915 - 1974 )؛ روائي من الولايات المتحدة.